# Timsort
In informatica il Timsort è un algoritmo di ordinamento derivato dal merge sort e dall'insertion sort. La sua struttura è ottimizzata per trattare diversi tipi di dato.
Il suo nome deriva da quello del suo inventore, Tim Peters, che lo ha creato nel 2002 quale algoritmo di ordinamento standard del linguaggio di programmazione Python e di Rust, in cui è stato integrato a partire dalla versione 2.3. È anche utilizzato per ordinare i vettori in Java 7.